# Kastrat
Kastrat là một xã trong quận Malesia e Madhe thuộc hạt Shkodër, Albania. Dân số năm 2005 là 8447 người.